# Campeonato Mundial Juvenil de Ginástica Rítmica de 2025
O Campeonato Mundial Juvenil de Ginástica Rítmica de 2025 será a segunda edição do Campeonato Mundial Juvenil de Ginástica Rítmica. A competição será realizada em Sófia, Bulgária, de 18 a 22 de junho de 2025.

## Calendário de competição
Todos os horários na hora local (UTC+03:00).
- Quarta-feira, 18 de junho
  - 10:00 - 19:10 Qualificatória Individual: Arco e Bola
- Quinta-feira, 19 de junho
  - 10:00 - 19:10 Qualificatória Individual: Maças e Fita
- Sábado, 21 de junho
  - 11:00 - 13:35 Grupos Geral - Grupo A
  - 14:30 - 16:50 Grupos Geral - Grupo B
  - 17:10 Cerimônia de Premiação por Equipes (RGI e RGG combinadas)
- Domingo, 22 de junho
  - 13:00 - 13:40 Final por Aparelhos Individual - Arco
  - 13:45 - 14:25 Final por Aparelhos Individual - Bola
  - 14:30 - 14:45 Cerimônia de Premiação Individual - Arco e Bola
  - 14:45 - 15:25 Final por Aparelhos Grupos - 5 Pares de Maças
  - 15:30 - 15:40 Cerimônia de Premiação Grupos - 5 Pares de Maças
  - 15:40 - 16:20 Final por Aparelhos Individual - Maças
  - 16:25 - 17:05 Final por Aparelhos Individual - Fita
  - 17:10 - 17:25 Cerimônia de Premiação Individual - Arco e Bola
  - 17:25 - 18:10 Final por Aparelhos Grupos - 5 Arcos
  - 20:30 - 23:30 Cerimônia de Premiação Grupos - 5 Arcos

Fonte:

## Medalhistas
| Evento                 | Ouro | Prata | Bronze |
| ---------------------- | --- | --- | --- |
| Competição por Equipes | | | |
| Equipes                | Bulgária · Individual: · Anastasia Kaleva · Aleksa Rasheva · Magdalena Valkova · Grupo: · Raya Bozhilova · Anania Dimitrova · Elena Hristova · Yoana Moteva · Gabriela Traykova · Ivayla Velkovska | Estados Unidos · Individual: · Natalie de la Rosa · Anna Filipp · Alicia Liu · Grupo: · Sasha Kuliyev · Nina Keys · Leyla Kukhmazova · Ziah Khan · Alana Hirota · Katherine Roytman | Uzbequistão · Individual: · Viktoriya Nikiforova · Sofiya Usova · Grupo: · Yosina Djuraeva · Alana Khafizova · Zamira Khvalcheva · Milana Safina · Kristina Shin · Jasmine Yakhlakova                                                                                             |
| Finais Individuais     | | | |
| Arco                   | Magdalena Valkova (BUL) | Akmaral Yerekesheva (KAZ) | Natalie de la Rosa (USA) |
| Bola                   | Akmaral Yerekesheva (KAZ) | Wang Qi (CHN) | Nita Jamagidze (GEO) |
| Maças                  | Zlata Arkatova (KGZ) | Farida Bahnas (EGY) Kseniya Zhyzhych (POL) | Não premiado |
| Fita                   | Akmaral Yerekesheva (KAZ) | Lina Heleika (EGY) | Magdalena Valkova (BUL) |
| Finais Grupos          | | | |
| Geral                  | Bulgária · Raya Bozhilova · Anania Dimitrova · Elena Hristova · Yoana Moteva · Gabriela Traykova · Ivayla Velkovska                                                                                | Brasil · Andriely Cichovicz · Júlia Colere · Amanda Manente · Alice Neves · Clara Pereira                                                                                           | Ucrânia · Ahata Bilenko · Marharyta Melnyk · Anastasiia Nikolenko · Taisiia Redka · Oleksandra Nikol Samoukina · Kateryna Shershen |
| 5 Maças                | Ucrânia · Ahata Bilenko · Marharyta Melnyk · Anastasiia Nikolenko · Taisiia Redka · Oleksandra Nikol Samoukina · Kateryna Shershen                                                                 | Itália · Flavia Cassano · Elisa Maria Comignani · Chiara Cortese · Virginia Galeazzi · Ginevra Pascarella · Elisabetta Valdifiori                                                   | Bulgária · Raya Bozhilova · Anania Dimitrova · Elena Hristova · Yoana Moteva · Gabriela Traykova · Ivayla Velkovska |
| 5 Arcos                | Bulgária · Raya Bozhilova · Anania Dimitrova · Elena Hristova · Yoana Moteva · Gabriela Traykova · Ivayla Velkovska                                                                                | Brasil · Andriely Cichovicz · Júlia Colere · Amanda Manente · Alice Neves · Clara Pereira                                                                                           | Estónia · Alexandra Ivahnenko · Sofia Jakovleva · Kristiina Jegorova · Ekaterina Korzikskaja · Anastasia Nemerovskaja · Anna Karolina Obolonina Itália · Flavia Cassano · Elisa Maria Comignani · Chiara Cortese · Virginia Galeazzi · Ginevra Pascarella · Elisabetta Valdifiori |

## Quadro de medalhas
*   país anfitrião (Bulgária)
| Pos.                | País                | Ouro | Prata | Bronze | Total |
| ------------------- | ------------------- | ---- | ----- | ------ | ----- |
| 1                   | Bulgária            | 4    | 0     | 2      | 6     |
| 2                   | Cazaquistão         | 2    | 1     | 0      | 3     |
| 3                   | Ucrânia             | 1    | 0     | 1      | 2     |
| 4                   | Quirguistão         | 1    | 0     | 0      | 1     |
| 5                   | Brasil              | 0    | 2     | 0      | 2     |
| 5                   | Egito               | 0    | 2     | 0      | 2     |
| 7                   | Estados Unidos      | 0    | 1     | 1      | 2     |
| 7                   | Itália              | 0    | 1     | 1      | 2     |
| 9                   | China               | 0    | 1     | 0      | 1     |
| 9                   | Polónia             | 0    | 1     | 0      | 1     |
| 11                  | Estónia             | 0    | 0     | 1      | 1     |
| 11                  | Geórgia             | 0    | 0     | 1      | 1     |
| 11                  | Uzbequistão         | 0    | 0     | 1      | 1     |
| Total (13 entradas) | Total (13 entradas) | 8    | 9     | 8      | 25    |

## Resultados

### Equipes
| Pos. | Nação          | Total   |
| ---- | -------------- | ------- |
| 1    | Bulgária       | 147.350 |
| 2    | Estados Unidos | 143.200 |
| 3    | Uzbequistão    | 141.850 |
| 4    | Estónia        | 141.100 |
| 5    | Itália         | 140.950 |
| 6    | Polónia        | 140.850 |
| 7    | Brasil         | 140.650 |
| 8    | Alemanha       | 137.400 |
| 9    | Hungria        | 137.150 |
| 10   | Azerbaijão     | 136.500 |
| 11   | Espanha        | 136.450 |
| 12   | Egito          | 135.350 |
| 13   | Turquia        | 134.100 |
| 14   | Cazaquistão    | 133.250 |
| 15   | Geórgia        | 132.100 |
| 16   | Coreia do Sul  | 131.300 |
| 17   | México         | 130.900 |
| 18   | Grécia         | 130.250 |
| 19   | Canadá         | 126.450 |
| 20   | Japão          | 126.150 |
| 21   | Portugal       | 124.900 |
| 22   | Finlândia      | 124.850 |
| 23   | Austrália      | 124.600 |
| 24   | Reino Unido    | 124.250 |
| 24   | Lituânia       | 124.250 |
| 26   | Chéquia        | 122.000 |
| 27   | Eslováquia     | 121.750 |
| 28   | Letónia        | 121.450 |
| 29   | Malásia        | 120.300 |
| 30   | Moldávia       | 119.000 |
| 31   | Chile          | 111.900 |
| 32   | Noruega        | 111.050 |
| 33   | África do Sul  | 98.450  |
| 34   | Taipé Chinesa  | 97.450  |

### Individual

#### Arco
| Pos. | Ginasta              | Nação          | Nota D | Nota E | Nota A | Pen. | Total  |
| ---- | -------------------- | -------------- | ------ | ------ | ------ | ---- | ------ |
| 1    | Magdalena Valkova    | Bulgária       | 11.500 | 7.950  | 7.900  |      | 27.350 |
| 2    | Akmaral Yerekesheva  | Cazaquistão    | 10.800 | 8.150  | 7.900  |      | 26.950 |
| 3    | Natalie de la Rosa   | Estados Unidos | 10.300 | 8.050  | 8.150  |      | 26.450 |
| 4    | Viktoriya Nikiforova | Uzbequistão    | 10.200 | 7.750  | 7.600  |      | 25.550 |
| 5    | Alicia Tan           | Austrália      | 9.300  | 7.650  | 7.500  |      | 24.450 |
| 6    | Mariia Shybanova     | Polónia        | 8.500  | 7.450  | 7.550  |      | 23.500 |
| 7    | Valeria Kaminidou    | Grécia         | 8.500  | 7.050  | 7.600  |      | 23.150 |
| 8    | Azada Atakishiyeva   | Azerbaijão     | 8.300  | 6.450  | 7.200  |      | 21.950 |

#### Bola
| Pos. | Ginasta             | Nação                       | Nota D | Nota E | Nota A | Pen.  | Total  |
| ---- | ------------------- | --------------------------- | ------ | ------ | ------ | ----- | ------ |
| 1    | Akmaral Yerekesheva | Cazaquistão                 | 10.200 | 8.100  | 7.850  |       | 26,150 |
| 2    | Wang Qi             | China                       | 9.700  | 8.100  | 8.150  |       | 25.950 |
| 3    | Nita Jamagidze      | Geórgia                     | 9.500  | 7.950  | 8.100  |       | 25.550 |
| 4    | Kira Babkevich      | Atletas neutros autorizados | 9.400  | 8.000  | 7.950  |       | 25.350 |
| 5    | Kseniya Zhyzhych    | Polónia                     | 9.600  | 7.750  | 7.900  |       | 25.250 |
| 6    | Algara Kochankova   | França                      | 8.200  | 7.700  | 8.050  | 0.050 | 23.900 |
| 7    | Patricia Stanciu    | Roménia                     | 8.300  | 7.200  | 8.100  |       | 23.600 |
| 8    | Regina Orvendi      | Hungria                     | 8.600  | 6.400  | 7.400  |       | 21.950 |

#### Maças
| Pos. | Ginasta            | Nação          | Nota D | Nota E | Nota A | Pen.  | Total  |
| ---- | ------------------ | -------------- | ------ | ------ | ------ | ----- | ------ |
| 1    | Zlata Arkatova     | Quirguistão    | 10.300 | 7.900  | 7.400  |       | 25.600 |
| 2    | Farida Bahnas      | Egito          | 9.500  | 7.900  | 8.150  |       | 25.550 |
| 2    | Kseniya Zhyzhych   | Polónia        | 10.100 | 7.850  | 7.600  |       | 25.550 |
| 4    | Fidan Gurbanli     | Azerbaijão     | 9.800  | 7.700  | 7.850  |       | 25.350 |
| 5    | Aiganym Rysbek     | Cazaquistão    | 9.300  | 8.100  | 7.750  |       | 25.150 |
| 6    | Natalie de la Rosa | Estados Unidos | 9.100  | 7.400  | 7.900  |       | 24.400 |
| 7    | Alicia Tan         | Austrália      | 8.500  | 7.150  | 7.450  | 0.300 | 22.800 |
| 8    | Anastasia Kaleva   | Bulgária       | 8.300  | 6.400  | 7.500  |       | 22.200 |

#### Fita
| Pos. | Ginasta             | Nação          | Nota D | Nota E | Nota A | Pen. | Total  |
| ---- | ------------------- | -------------- | ------ | ------ | ------ | ---- | ------ |
| 1    | Akmaral Yerekesheva | Cazaquistão    | 10.400 | 8.100  | 7.900  |      | 26.400 |
| 2    | Lina Heleika        | Egito          | 9.600  | 8.000  | 8.250  |      | 25.850 |
| 3    | Magdalena Valkova   | Bulgária       | 9.800  | 7.900  | 7.800  |      | 25.500 |
| 4    | Wang Qi             | China          | 9.400  | 8.100  | 7.850  |      | 25.350 |
| 4    | Alicia Liu          | Estados Unidos | 9.500  | 8.000  | 7.850  |      | 25.350 |
| 6    | Sofiya Usova        | Polónia        | 8.800  | 7.450  | 7.950  |      | 24.200 |
| 7    | Kseniya Zhyzhych    | Polónia        | 8.700  | 7.400  | 7.550  |      | 23.650 |
| 8    | Alisa Datsenko      | Alemanha       | 8.200  | 7.150  | 7.650  |      | 23.000 |

### Grupos

#### Geral
| Pos. | Nação          | 5      | 5      | Total  |
| ---- | -------------- | ------ | ------ | ------ |
| 1    | Bulgária       | 25.400 | 24.500 | 49.900 |
| 2    | Brasil         | 23.800 | 25.100 | 48.900 |
| 3    | Ucrânia        | 24.000 | 24.400 | 48.400 |
| 4    | Itália         | 23.350 | 24.200 | 47.550 |
| 5    | Espanha        | 23.950 | 23.450 | 47.400 |
| 6    | Estónia        | 21.850 | 24.700 | 46.550 |
| 7    | Uzbequistão    | 23.050 | 22.950 | 46.000 |
| 8    | Estados Unidos | 21.850 | 23.400 | 45.250 |
| 9    | Hungria        | 22.200 | 21.850 | 44.050 |
| 10   | Polónia        | 21.500 | 21.800 | 43.300 |
| 11   | Turquia        | 21.750 | 21.350 | 43.100 |
| 12   | Alemanha       | 20.500 | 22.300 | 42.800 |
| 13   | Azerbaijão     | 20.650 | 21.650 | 42.300 |
| 14   | México         | 18.950 | 22.550 | 41.500 |
| 15   | Chéquia        | 20.500 | 19.900 | 40.400 |
| 16   | Canadá         | 20.900 | 19.150 | 40.050 |
| 17   | Lituânia       | 18.750 | 20.950 | 39.700 |
| 18   | Portugal       | 19.350 | 20.150 | 39.500 |
| 19   | Egito          | 19.600 | 19.200 | 38.800 |
| 20   | Geórgia        | 17.200 | 21.200 | 38.400 |
| 21   | Coreia do Sul  | 20.550 | 17.300 | 37.850 |
| 22   | Eslováquia     | 17.200 | 20.550 | 37.750 |
| 23   | Japão          | 19.350 | 18.000 | 37.350 |
| 24   | Grécia         | 17.650 | 19.300 | 36.950 |
| 25   | Letónia        | 18.400 | 17.650 | 36.050 |
| 26   | Finlândia      | 20.150 | 15.550 | 35.700 |
| 27   | Austrália      | 17.150 | 17.300 | 34.450 |
| 28   | Reino Unido    | 15.100 | 18.250 | 33.350 |
| 29   | Malásia        | 16.850 | 15.600 | 32.450 |
| 30   | Noruega        | 18.550 | 13.300 | 31.850 |
| 31   | Moldávia       | 16.700 | 14.900 | 31.600 |
| 32   | Chile          | 13.700 | 17.700 | 31.400 |
| 33   | Cazaquistão    | 11.150 | 19.600 | 30.750 |
| 34   | Taipé Chinesa  | 10.050 | 16.950 | 27.000 |
| 35   | África do Sul  | 12.850 | 12.050 | 24.900 |

#### 5 Maças
| Pos. | Nação          | Nota D | Nota E | Nota A | Pen. | Total  |
| ---- | -------------- | ------ | ------ | ------ | ---- | ------ |
| 1    | Ucrânia        | 9.600  | 7.350  | 7.950  |      | 24.900 |
| 2    | Itália         | 8.900  | 7.250  | 8.050  |      | 24.200 |
| 3    | Bulgária       | 9.200  | 6.950  | 8.000  |      | 24.150 |
| 4    | Espanha        | 9.400  | 7.200  | 7.900  |      | 24.100 |
| 5    | Brasil         | 8.700  | 6.650  | 7.600  |      | 22.950 |
| 6    | Estados Unidos | 8.800  | 6.700  | 7.400  |      | 22.900 |
| 7    | Uzbequistão    | 9.000  | 6.150  | 7.450  |      | 22.600 |
| 8    | Hungria        | 8.500  | 5.300  | 7.250  |      | 21.050 |

#### 5 Arcos
| Pos. | Nação          | Nota D | Nota E | Nota A | Pen.  | Total  |
| ---- | -------------- | ------ | ------ | ------ | ----- | ------ |
| 1    | Bulgária       | 11.000 | 7.450  | 8.150  |       | 26.600 |
| 2    | Brasil         | 10.400 | 7.050  | 7.900  |       | 25.350 |
| 3    | Estónia        | 10.400 | 7.100  | 7.650  | 0.050 | 25.100 |
| 3    | Itália         | 10.100 | 7.050  | 7.950  |       | 25.100 |
| 5    | Espanha        | 10.000 | 7.050  | 7.850  |       | 25.100 |
| 6    | Ucrânia        | 9.800  | 6.600  | 7.700  |       | 24.100 |
| 7    | Uzbequistão    | 9.200  | 6.350  | 7.300  |       | 22.850 |
| 8    | Estados Unidos | 9.600  | 6.000  | 7.150  |       | 22.750 |

## Nações participantes
- África do Sul (7)
- Alemanha (9)
- Andorra (3)
- Argentina (2)
- Atletas neutros autorizados (3)
- Austrália (9)
- Áustria (4)
- Azerbaijão (10)
- Bélgica (2)
- Bósnia e Herzegovina (4)
- Brasil (8)
- Bulgária (10)
- Canadá (7)
- Cazaquistão (8)
- Chéquia (10)
- Chile (10)
- China (2)
- Chipre (4)
- Colômbia (3)
- Coreia do Sul (8)
- Croácia (3)
- Egito (9)
- Equador (1)
- Eslováquia (10)
- Eslovênia (4)
- Espanha (9)
- Estados Unidos (10)
- Estónia (9)
- Filipinas (3)
- Finlândia (8)
- França (3)
- Geórgia (10)
- Reino Unido (10)
- Grécia (10)
- Hong Kong (4)
- Hungria (9)
- Ilhas Maurícias (1)
- Índia (4)
- Israel (10)*
- Itália (10)
- Japão (8)
- Kuwait (1)
- Letónia (8)
- Líbano (4)
- Lituânia (9)
- Luxemburgo (2)
- Madagáscar (1)
- Malásia (10)
- México (9)
- Moldávia (8)
- Mongólia (2)
- Montenegro (2)
- Namíbia (3)
- Noruega (8)
- Nova Zelândia (2)
- Países Baixos (2)
- Polónia (9)
- Portugal (7)
- Quirguistão (10)
- Roménia (2)
- San Marino (2)
- Singapura (2)
- Sérvia (2)
- Síria (2)
- Tailândia (1)
- Taipé Chinesa (8)
- Tunísia (3)
- Turquia (8)
- Ucrânia (10)
- Uzbequistão (9)
- Venezuela (1)

Fonte:
*Em 15 de junho de 2025, a federação israelense anunciou que os indivíduos não participariam do campeonato devido à impossibilidade de viajar.